# Alpaida oliverioi
Alpaida oliverioi är en spindelart som först beskrevs av Soares och Camargo 1948.  Alpaida oliverioi ingår i släktet Alpaida och familjen hjulspindlar. Inga underarter finns listade i Catalogue of Life.